# 古河太四郎

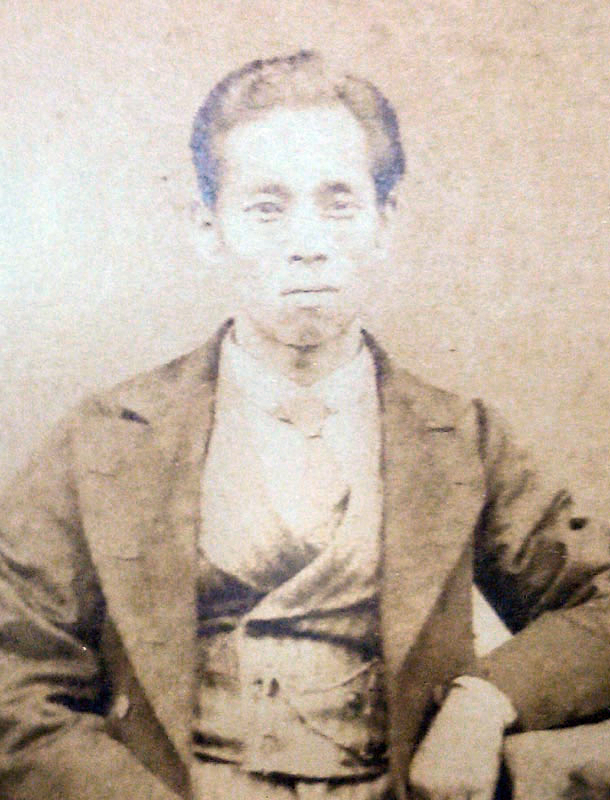
古河太四郎

古河 太四郎（ふるかわ たしろう、弘化2年3月20日（1845年4月26日） - 1907年12月26日）は、日本の教育者。姓は古川とも書く。
京都盲唖院（後の京都府立盲学校・京都府立聾学校）を創設し、近代日本での視覚障害教育・聴覚障害教育の黎明期をリードした。また、鷹峯・紅葉谷庭園の前身である灌漑池をつくった。
彼の没後30年に当たる1937年にはヘレン・ケラーが、彼の創設した聾唖学校を訪問している。

## 略歴
京都に生まれる。1873年京都府待賢小学校算術教師となり、同校において瘖唖教育に着手する。1877年には当時文部大書記官であった九鬼隆一の視察があり、その求めに応じて「京都府下大黒町待賢校瘖啞生教授手順概略」を執筆し、文部省出版の『教育雑誌』第64号附録として、公刊された。1878年4月、京都府雇として学務課勤務となる一方、同年5月に盲唖院を開校し、8月には盲唖院に兼勤となる。また1879年、京都府師範学校小学教授科を卒業。1882年、京都府盲唖院長を命ぜられる。1886年には京都府盲唖院長兼任のまま、文部属に任ぜられ、翌1887年には東京盲唖学校教諭に任ぜられるが、1889年11月に病気を理由に辞職を申し出、翌12月に免ぜられる。1900年に私立大阪盲唖院長となる。1904年、ろう教育に対する功績により藍綬褒章を受章する。1906年10月13日、華族会館で日本聾唖技芸会が主催する第1回全国聾唖大会が開催された際に、聾唖教育講演会も開催され、二つのテーマ「日本昔日の聾唖」「日本聾唖教育起因」を講演する。同年10月23日、京都盲唖院長の鳥居嘉三郎、東京盲唖学校長の小西信八とともに盲唖学校と聾唖学校の設置の法規制定をうったえる建議を牧野伸顕文部大臣に提出。没後の1913年に文部省図書局から『古川氏盲唖教育法』を発行。

## 功績
- 1875年、彼が寺子屋の教師だった時代に、聾唖の生徒が日常的に使用していた手話に着目し、体系的な機能を持つ言語としての教授用の手話を考察した。この際に考案された指文字のような表現方法を取る「手勢（しかた）法」が現在、標準手話として制定されている日本手話の原型となっている[3][15][16][17]。
- 彼は聾唖教育を振り返った手記で以下のように述べており、 教育の重要性を語っている。

| 「                                        | ろうあ者は自由に行動すべきであるし、又、行動させないようにしてはいけない。そして、ろうあ者が教育を受けられないということを『不幸な出来事』と言うのではなく、寧ろ、教育をしない者の責任である。教育をキチンとやっていれば、ろうあ者だといって他人から軽蔑されることもないし、本人自身、恥ずかしがることではない。 | 」 |
| —古河太四郎（東京人権啓発企業連絡会より） | |    |